# Saison 5 de Malcolm
Chronologie
Saison 4 de Malcolm Saison 6 de Malcolm
Cet article présente le guide des épisodes de la cinquième saison de la série télévisée Malcolm. 

## Distribution

### Acteurs principaux
- Frankie Muniz (VF : Brice Ournac) : Malcolm
- Jane Kaczmarek (VF : Marion Game) : Loïs
- Bryan Cranston (VF : Jean-Louis Faure) : Hal
- Christopher Kennedy Masterson (VF : Cédric Dumond) : Francis
- Justin Berfield (VF :  Donald Reignoux) : Reese
- Erik Per Sullivan (VF : Yann Peyroux) : Dewey
- James Rodriguez et Lukas Rodriguez : Jamie

## Épisodes

### Épisode 1:Las Vegas
- États-Unis : 2 novembre 2003 sur FOX
- France : 18 novembre 2004 sur M6

- États-Unis : 11,5 millions de téléspectateurs
- France : 5,7 millions de téléspectateurs

- David Cassidy (Boone Vincent)
- Ursula Whittaker (femme du casino)
- Teresa Ganzel (Crystal)

### Épisode 2:Les Baby-sitters
Pour les articles homonymes, voir Les Baby-Sitters.
- États-Unis : 9 novembre 2003 sur FOX
- France : 19 novembre 2004 sur M6

- États-Unis : 11,8 millions de téléspectateurs
- France : 4,4 millions de téléspectateurs

- Julie Hagerty (Polly)
- Michelle Durham (Kathy)

### Épisode 3:Le Journal intime
- États-Unis : 16 novembre 2003 sur FOX
- France : 22 novembre 2004 sur M6

- États-Unis : 10,9 millions de téléspectateurs
- France : 5 millions de téléspectateurs

- Devin Sidell (Loïs adolescente)

### Épisode 4:Le Grand Chef
- États-Unis : 23 novembre 2003 sur FOX
- France : 23 novembre 2004 sur M6

- États-Unis : 12,6 millions de téléspectateurs
- France : 5,9 millions de téléspectateurs

- Alessandra Torresani (Kirsten)
- Marshall Allman (Dylan)

### Épisode 5:Caméra cachée
Pour les articles homonymes, voir Caméra cachée (homonymie).
- États-Unis :  30 novembre 2003 sur FOX
- France : 24 novembre 2004 sur M6

- États-Unis : 10,6 millions de téléspectateurs
- France : 7,3 millions de téléspectateurs

- Chris Eigeman (M. Herkabe)
- Don McManus (Charles Cutler)
- Kenneth Mars (Otto)

### Épisode 6:Cachotteries
- États-Unis : 7 décembre 2003 sur FOX
- France : 25 novembre 2004 sur M6

- États-Unis : 11,2 millions de téléspectateurs
- France : 6,5 millions de téléspectateurs

- Julie Hagerty (Polly)

### Épisode 7:Mes beaux sapins
- États-Unis : 14 décembre 2003 sur FOX
- France : 26 novembre 2004 sur M6

- États-Unis : 9,9 millions de téléspectateurs
- France : 6,8 millions de téléspectateurs

- Kenneth Mars
- Larry Hankin

### Épisode 8:C'est la fête!
- États-Unis : 4 janvier 2004 sur FOX
- France : 29 novembre 2004 sur M6

- États-Unis : 10,9 millions de téléspectateurs
- France : 5,6 millions de téléspectateurs

- Mark Moses (Richard)

### Épisode 9:Rubrique lubrique
- États-Unis : 11 janvier 2004 sur FOX
- France : 30 novembre 2004 sur M6

- États-Unis : 9,3 millions de téléspectateurs
- France : 5,1 millions de téléspectateurs

- Kenneth Mars
- Kurtwood Smith

### Épisode 10:Le Jacuzzi de la discorde
- États-Unis : 25 janvier 2004 sur FOX
- France : 1er décembre 2004 sur M6

- États-Unis : 9 millions de téléspectateurs
- France : 5,5  millions de téléspectateurs

- Robert Joy (VF: Daniel Lafourcade )

### Épisode 11:Le Fiancé de grand-mère
- États-Unis : 8 février 2004 sur FOX
- France : 2 décembre 2004 sur M6

- États-Unis : 9,4 millions de téléspectateurs
- France : 4,2 millions de téléspectateurs

- Kenneth Mars (Otto)
- James Hong (Mr. Li)
- Cloris Leachman (Ida)

### Épisode 12:Frapper et Recevoir
- États-Unis : 15 février 2004 sur FOX
- France : 3 décembre 2004 sur M6

- États-Unis : 8,7 millions de téléspectateurs
- France : 4,9 millions de téléspectateurs

- Michael Gaston (Mel)
- Dave Higgins (Craig)

### Épisode 13:La Sœur de Loïs
- États-Unis : 22 février 2004 sur FOX
- France : 6 décembre 2004 sur M6

- États-Unis : 8,4 millions de téléspectateurs
- France : 5 millions de téléspectateurs

### Épisode 14:Belle-famille, je vous aime
- États-Unis : 14 mars 2004 sur FOX
- France : 7 décembre 2004 sur M6

- États-Unis : 9,8 millions de téléspectateurs
- France : 5,3 millions de téléspectateurs

### Épisode 15:Enfin seul!
- États-Unis : 21 mars 2004 sur FOX
- France : 8 décembre 2004 sur M6

- États-Unis : 8,5 millions de téléspectateurs
- France : 6,1 millions de téléspectateurs

### Épisode 16:Portes ouvertes
- États-Unis : 28 mars 2004 sur FOX
- France : 9 décembre 2004 sur M6

- États-Unis : 8,9 millions de téléspectateurs
- France : 5,9 millions de téléspectateurs

- Kenneth Mars

### Épisode 17:Chance et Malchance
- États-Unis : 21 avril 2004 sur FOX
- France : 10 décembre 2004 sur M6

- États-Unis : 10 millions de téléspectateurs
- France : 5,2 millions de téléspectateurs

- Julie Hagerty (Polly)
- Reggie Jackson (lui-même)

### Épisode 18:Formules magiques
- États-Unis : 2 mai 2004 sur FOX
- France : 14 décembre 2004 sur M6

- États-Unis : 8 millions de téléspectateurs
- France : 6,7 millions de téléspectateurs

### Épisode 19: Q.I. K-O
- États-Unis : 2 mai 2004 sur FOX
- France : 13 décembre 2004 sur M6

- États-Unis : 8,6 millions de téléspectateurs
- France : 4,5 millions de téléspectateurs

- Craig Lamar Traylor (Stevie)
- Kenneth Mars (Otto)

### Épisode 20:Patrimoine (et) génétique
- États-Unis : 9 mai 2004 sur FOX
- France : 15 décembre 2004 sur M6

- États-Unis : 8,3 millions de téléspectateurs
- France : 6,5 millions de téléspectateurs

### Épisode 21:La grande pagaille1repartie
- États-Unis : 16 mai 2004 sur FOX
- France : 16 décembre 2004 sur M6

- États-Unis : 7,9 millions de téléspectateurs
- France : 4,4 millions de téléspectateurs

- Erik King (Agent Stone)

Dewey participe à un concours de musique qu'il finit par gagner. Bess, la copine de Reese, le quitte pour Malcolm et, le cœur brisé, Reese s'engage dans les forces armées où, d'abord rejeté par le commandant, il finit par ne plus penser et n'obéir qu'à ses ordres. Loïs, à la suite d'une erreur à Lucky Aid, est licenciée. Hal, quant à lui, est arrêté par le FBI, car il est accusé d'avoir détourné des fonds de son entreprise pour un compte en banque sur les îles Caïman. Piama et Francis viennent aider la famille. Hal finit par devenir un esclave d'un transpondeur installé par le FBI qui l'oblige à rester à moins de quinze mètres autour de l'émetteur. Le vrai coupable finit par contacter Hal et lui donne rendez-vous dans une bibliothèque. Malcolm bricole alors l'émetteur et le rend portable mais réduit la distance à dix mètres. Hal découvre, devant la bibliothèque, que les sacs sont fouillés et le laisse dehors. Dedans, Hal rencontre le vrai coupable, à qui il ne reste que six mois à vivre, et qui veut se dénoncer lors du procès. En sortant, un policier, pensant que le sac d'Hal est abandonné, l'ouvre, découvre le mécanisme de Malcolm et pense qu'il s'agit d'une bombe. Hal se fait alors passer pour un démineur aux yeux des forces de police de la ville...

### Épisode 22:La grande pagaille2epartie
- États-Unis : 23 mai 2004 sur FOX
- France : 17 décembre 2004 sur M6

- États-Unis : 9,7 millions de téléspectateurs
- France : 5,9 millions de téléspectateurs

Hal finit par échapper aux policiers l'entourant en simulant une explosion. Le procès d'Hal commence et tous les faux témoins l'accusent, y compris le vrai coupable qui s'est aperçu que les radios de mort prochaine n'étaient pas les siennes. Reese, quant à lui, va être envoyé dans un exercice de simulation de guerre où il va être le numéro deux du sergent. Face à cette situation invraisemblable, Loïs perd la tête. Dans l'exercice de simulation de Reese, la communication avec le sergent finit par rompre et toute son unité se fait capturer par les « ennemis » mais, grâce à ses actions passées, réussit à se libérer. Lors du procès d'Hal, tout finit par s'arranger lorsqu'il découvre que chaque date où les faux témoignages l'accusent tombe un vendredi. Or, Hal, depuis quinze ans, n'a jamais travaillé un vendredi et il peut le prouver. Il est finalement innocenté. Après que Loïs a appris que Hal ne travaillait pas le vendredi, sa folie temporaire disparait et elle s'énerve contre son mari à cause de toutes les heures supplémentaires qu'elle faisait. Loïs et Hal n'ont tout de même plus de travail. De son côté, Reese et son équipe reprennent le dessus sur leurs « ennemis », clôturant ainsi la simulation. C'est alors que Loïs reçoit une lettre de Reese, informant la famille que ce dernier s'est engagé dans l'armée, qu'il a fini premier de son unité à la fin des classes et qu'il a donc reçu une récompense : il participe à la guerre en Afghanistan...